# Finale della UEFA Champions League 2004-2005
La finale della 50ª edizione della UEFA Champions League si giocò il 25 maggio 2005 tra il Milan e il Liverpool, allo stadio olimpico Atatürk di Istanbul. La partita, arbitrata dallo spagnolo Manuel Enrique Mejuto González, si concluse dopo i tiri di rigore, vinti dalla squadra inglese per 3-2 dopo il 3-3 dei tempi supplementari.

## Le squadre
| Squadre   | Partecipazioni precedenti (il grassetto indica la vittoria) |
| --------- | ----------------------------------------------------------- |
| Milan     | 9 (1958, 1963, 1969, 1989, 1990, 1993, 1994, 1995, 2003)    |
| Liverpool | 5 (1977, 1978, 1981, 1984, 1985)                            |

## Il cammino verso la finale

### Milan
Il Milan vinse il proprio girone piazzandosi davanti al Barcellona, secondo, e a Šachtar e Celtic. Agli ottavi di finale eliminò gli inglesi del Manchester Utd con un doppio 1-0, ottenuto all'andata in trasferta e al ritorno in casa, grazie ai goal di Crespo. I quarti di finale contro i "cugini" dell'Inter si risolsero in una doppia vittoria rossonera, per 2-0 all'andata e per 3-0 a tavolino della gara di ritorno. La squadra guidata da Carlo Ancelotti raggiunse, infine, la finale eliminando gli olandesi del PSV, che avevano contro ogni pronostico raggiunto le semifinali, dopo un doppio scontro equilibrato, terminato 2-0 per il Milan all'andata in Italia e 3-1 per gli olandesi ad Eindhoven, con i rossoneri che approdarono alla finale grazie alla regola dei gol fuori casa.

### Liverpool
Il Liverpool riuscì a raggiungere la fase finale del torneo solo dopo lo spareggio vinto contro gli austriaci del Grazer AK e nei gironi raggiunse il secondo posto dietro al Monaco. La squadra inglese riuscì, poi, a superare facilmente gli ottavi di finale sconfiggendo il Bayer Leverkusen, mentre ai quarti eliminò la Juventus grazie alle reti di Luis García, giocatore che si fece notare molto durante tutta la competizione. In semifinale per il Liverpool l'ostacolo furono i connazionali del Chelsea, superato grazie all'1-0 maturato nella gara di Anfield al ritorno, dopo lo 0-0 di Stamford Bridge.

## Prima dell'incontro
La partita segnò il ritorno del Liverpool in una finale di Champions League vent'anni esatti dopo la strage dell'Heysel, mentre il Milan disputava la sua seconda finale negli anni 2000, dopo quella vinta ai rigori contro la Juventus due anni prima. I pronostici davano per favorita la squadra italiana, che vantava anche una maggiore tradizione a livello europeo negli ultimi anni; un punto a favore degli inglesi, invece, era il fatto che, per raggiungere la qualificazione alla successiva edizione avrebbero dovuto solo vincere, in quanto non si erano piazzati tra le prime quattro in campionato, cosa che il Milan, classificatosi secondo in Serie A, aveva fatto.
Ogni squadra mise in vendita per la partita 20.000 biglietti, per un totale di circa 69.000 posti disponibili (gli altri furono venduti in parte dalla UEFA e in parte dalla federazione turca).
Il Liverpool era molto appoggiato non solo dalla Federazione calcistica dell'Inghilterra, ma anche dai rappresentanti di altre squadre britanniche: l'allenatore francese dell'Arsenal Arsène Wenger affermò che, nonostante sfavorito in partenza, il Liverpool avrebbe potuto vincere, poiché il Milan aveva più pressioni. Rafael Benítez, allenatore degli inglesi, prima dell'incontro definì i propri giocatori molto sicuri di sé e capaci di offrire una grande prestazione, anche se inferiori per esperienza e tecnica agli avversari.
D'altra parte il Milan schierava la formazione titolare: puntava in attacco sulle reti di Crespo e dell'ucraino Andrij Šhevčhenko, preferiti a Inzaghi (lasciato in tribuna) e a Tomasson. A centrocampo i perni della squadra italiana erano Andrea Pirlo e Clarence Seedorf, affiancati da Gattuso, mentre in difesa la squadra milanese contava sull'esperienza e la comprovata capacità di quattro tra i migliori interpreti mondiali nei rispettivi ruoli, vale a dire Paolo Maldini, Jaap Stam,
Alessandro Nesta e Marcos Cafu.

## La partita

### Primo tempo
(Cafu)

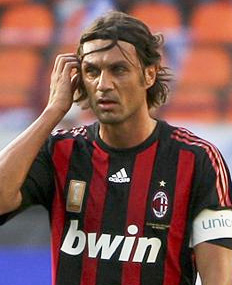
Paolo Maldini, autore del primo gol della partita.

Subito dopo il calcio d'inizio il Milan passò in vantaggio: Pirlo batté una punizione dall'angolo alto sul lato destro dell'area di rigore, la palla fu calciata in mezzo all'area dal capitano Paolo Maldini e s'insaccò alle spalle del portiere Jerzy Dudek. Al 14' Crespo costrinse Luis García a respingere sulla linea di porta e subito dopo Kaká sprecò a lato di testa. Il Milan continuò a dominare l'incontro e intorno al quindicesimo minuto Ševčenko segnò il goal del 2-0, avvalendosi di un assist di Kaká, ma il guardalinee non esitò a segnalare un fuorigioco, annullando la rete. Al 38' minuto di gioco Kaká trovò con un'ottima palla Ševčenko in mezzo all'area, l'ucraino riuscì così a servire a Crespo l'assist per il 2-0: l'argentino appoggiò facilmente in rete. Già verso la fine del primo tempo, per la superiorità del gioco mostrato, il Milan sembrava destinato a dominare la partita e, a parer di molti, l'incontro, per quello che s'era visto fino a quel momento, sarebbe potuto finire in goleada. Questa tesi fu apparentemente confermata pochi minuti dopo: al 44' il Liverpool perse un pallone a centrocampo e ancora una volta Kaká con un passaggio filtrante mandò in porta Crespo, che superò Dudek con un pregevole pallonetto, siglando con una doppietta il punto del 3-0 e chiudendo così il primo tempo. Il Milan andò così negli spogliatoi con un vantaggio di tre reti, dopo un primo tempo completamente dominato e caratterizzato da un gioco spettacolare espresso.

### Intervallo
Nell'intervallo, nonostante la situazione pesantemente squilibrata in favore del Milan, furono i tifosi del Liverpool a dominare la coreografia degli spalti, facendo risuonare altissimo l'inno ufficiale You'll Never Walk Alone.

### Secondo tempo

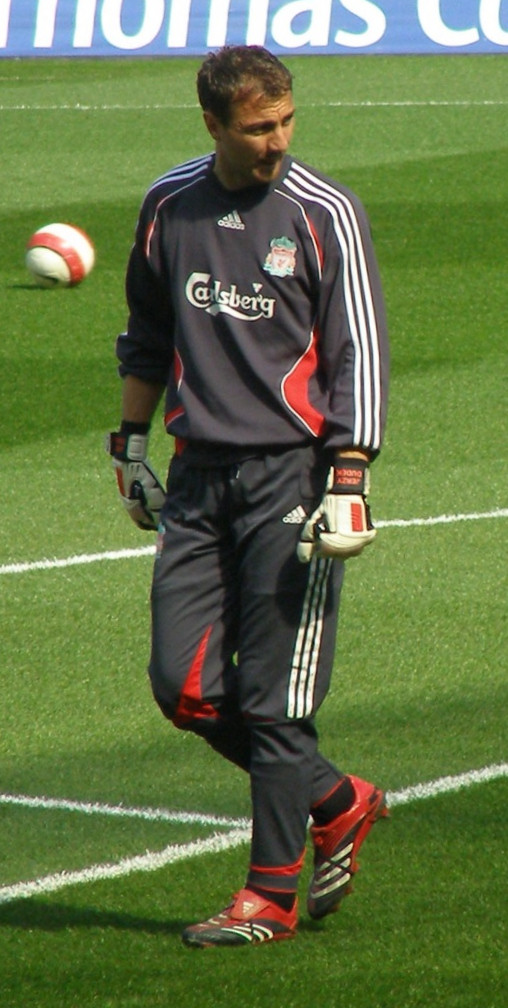
Il portiere polacco Jerzy Dudek, uno dei protagonisti della finale.

Al ritorno in campo Andrij Ševčenko impegnò subito Dudek con una punizione insidiosa, sfiorando il 4-0. Il secondo tempo sembrava continuare sulla falsariga del primo, ma al cinquantaquattresimo minuto Riise servì, con un cross dalla trequarti, Steven Gerrard, che andò a segno con un colpo di testa, portando il risultato sul 3-1. Non ci fu nemmeno il tempo di riorganizzarsi per i rossoneri, dato che il Liverpool tornò con convinzione all'attacco: un tiro da fuori di Šmicer trovò impreparato Dida e finì in rete, portando il risultato sul 3-2. Quattro minuti dopo, una pericolosa incursione di Gerrard nell'area di rigore venne fermata da Gattuso in un modo ritenuto falloso dal direttore di gara Manuel Mejuto González, che assegnò il calcio di rigore. In soli sei minuti rischiava così di essere sprecato del tutto il vantaggio che il Milan si era guadagnato dopo un tempo di grande calcio: per i rossoneri rimaneva la speranza che Dida potesse neutralizzare il tiro. Il portiere brasiliano riuscì, in effetti, a respingere il rigore calciato da Xabi Alonso, ma non poté far nulla sulla ribattuta dello stesso calciatore spagnolo, che si insaccò sotto la traversa. In soli sei minuti i Reds raggiunsero così la parità. Per i restanti trenta minuti di gioco il ritmo calò: il Liverpool pagava un quarto d'ora giocato a ritmi altissimi, mentre i rossoneri erano psicologicamente scoraggiati. Ciononostante, mentre l'attacco del Liverpool non fu più incisivo se non con due tiri da fuori area, gli italiani si resero pericolosi in almeno altre quattro nitide occasioni: una conclusione da fuori area di Seedorf uscì di poco a lato e in seguito Traoré salvò sulla linea di porta su girata di Ševčenko. Lo stesso ucraino, Kaká e Crespo orchestrarono un contropiede al termine del quale Kaká fu anticipato da Carragher, mentre, su un successivo calcio d'angolo, sempre il trequartista brasiliano ribadì di testa un colpo di testa di Stam, ma non impresse abbastanza forza e il pallone si spense sul fondo. Si andò così ai supplementari.

### Supplementari
Fu il Liverpool a dare il calcio d'inizio dei tempi supplementari. Pirlo ebbe subito un ghiotta occasione per portare il Milan nuovamente in vantaggio, ma la sua punizione finì alta sopra la traversa. Ci provò anche il subentrato Tomasson, che, trovatosi solo davanti al portiere, eseguì un tiro al volo, ma il pallone si spense sul fondo. Dall'altra parte i giocatori della squadra inglese erano molto stanchi e alcuni accusarono crampi. Il Milan fece il suo ultimo cambio: fuori Gattuso e dentro Rui Costa. Il primo tempo supplementare si chiuse con gli italiani nuovamente in attacco: una girata debole di Ševčenko fu bloccata da Dudek.
Anche il secondo tempo supplementare si giocò per lo più nella metà campo del Liverpool. Qui i rossoneri ebbero la più grande occasione della partita per segnare il 4-3: Andrij Ševčenko colpì di testa su cross di Serginho, ma Dudek respinse il tiro. L'ucraino si avventò nuovamente sul pallone e calciò a un metro dalla linea di porta, con il portiere disteso a terra in seguito alla precedente parata. Incredibilmente l'estremo difensore dei Reds rialzò le mani e respinse nuovamente il tiro "a botta sicura": il pallone si impennò e finì sopra la traversa, ricadendo sulla parte alta ed esterna della rete. Dato che il risultato non era mutato nella mezz'ora supplementare, l'arbitro fischiò la fine, il che significò che il match si sarebbe deciso ai tiri di rigore.

### Rigori
Sia il Liverpool sia il Milan avevano vinto per l'ultima volta la UEFA Champions League proprio ai tiri di rigore e questa era inoltre la seconda volta in tre anni in cui l'assegnazione della coppa si decideva in questo modo. Per tutta la serie dei tiri dal dischetto il portiere del Liverpool Dudek si rese protagonista di un "balletto" sulla linea di porta con l'obiettivo di distrarre i giocatori del Milan, ricordando l'atteggiamento di Bruce Grobbelaar nella finale vinta dai Reds contro la Roma ventuno anni prima.
I rossoneri calciarono il primo rigore: Serginho cercò l'angolo in alto a sinistra come due anni prima all'Old Trafford di Manchester contro la Juventus, ma questa volta il tiro finì alto sopra la traversa. Toccò dunque ai Reds con Hamann, che, pur avendo un dito del piede rotto, segnò; il successivo tiro di Pirlo dagli undici metri non fu molto angolato e fu parato da Dudek. La trasformazione di Djibril Cissé sul dischetto portò poi gli inglesi sul 2-0. Il Milan riuscì a segnare un rigore con Tomasson, mentre il successivo tiro di Riise, seppur molto angolato, fu respinto da Dida per il parziale di 2-1. Anche Kaká e Šmicer andarono in rete dagli undici metri, fissando il punteggio sul 3-2 per i Reds quando le squadre avrebbero dovuto battere il loro quinto ed ultimo rigore. Ševčenko avrebbe dovuto segnare per tenere vive le speranze dei rossoneri, che avrebbero poi dovuto sperare in un errore dell'ultimo rigorista degli inglesi per prolungare la serie dei tiri a oltranza. L'ucraino calciò centrale, Dudek si tuffò sulla propria destra e sembrò spiazzato, ma, con la mano sinistra tolse la palla dalla porta. Il Liverpool vinse così per 3-2 la serie dei tiri di rigore, mettendo in bacheca il trofeo per la quinta volta.

## Tabellino
| Arbitro: | Manuel Mejuto González |

|                                       |                      |                                   |
| Maldini 1’ Crespo 38’, 44’            | Marcatori            | 54’ Gerrard 56’ Šmicer 60’ Alonso |
| Serginho Pirlo Tomasson Kaká Ševčenko | Tiri di rigore 2 – 3 | Hamann Cissé Riise Šmicer         |

### Formazioni
| Milan (4-3-1-2) |    |                       |  |      |
|                 |    |                       |  |      |
| POR             | 1  | Dida                  |  |      |
| TD              | 2  | Cafu                  |  |      |
| DC              | 31 | Jaap Stam             |  |      |
| DC              | 13 | Alessandro Nesta      |  |      |
| TS              | 3  | Paolo Maldini (C)     |  |      |
| CC              | 21 | Andrea Pirlo          |  |      |
| CC              | 8  | Gennaro Gattuso       |  | 112’ |
| CC              | 20 | Clarence Seedorf      |  | 86’  |
| TRQ             | 22 | Kaká                  |  |      |
| ATT             | 7  | Andrij Ševčenko       |  |      |
| ATT             | 11 | Hernán Crespo         |  | 85’  |
| A disposizione: |    |                       |  |      |
| POR             | 46 | Christian Abbiati     |  |      |
| DIF             | 4  | K'akhaber K'aladze    |  |      |
| DIF             | 5  | Alessandro Costacurta |  |      |
| DIF             | 27 | Serginho              |  | 86’  |
| CC              | 10 | Rui Costa             |  | 112’ |
| CC              | 24 | Vikash Dhorasoo       |  |      |
| ATT             | 15 | Jon Dahl Tomasson     |  | 85’  |
| Allenatore:     |    |                       |  |      |
| Carlo Ancelotti |    |                       |  |      |

| Liverpool (4-4-1-1) |    |                    |     |     |
|                     |    |                    |     |     |
| POR                 | 1  | Jerzy Dudek        |     |     |
| TD                  | 3  | Steve Finnan       |     | 46’ |
| DC                  | 23 | Jamie Carragher    | 76’ |     |
| DC                  | 4  | Sami Hyypiä        |     |     |
| TS                  | 21 | Djimi Traoré       |     |     |
| ED                  | 14 | Xabi Alonso        |     |     |
| CC                  | 10 | Luis García        |     |     |
| CC                  | 8  | Steven Gerrard (C) |     |     |
| ES                  | 6  | John Arne Riise    |     |     |
| TRQ                 | 7  | Harry Kewell       |     | 23’ |
| ATT                 | 5  | Milan Baroš        | 81’ | 85’ |
| A disposizione:     |    |                    |     |     |
| POR                 | 20 | Scott Carson       |     |     |
| DIF                 | 17 | Josemi             |     |     |
| CC                  | 11 | Vladimír Šmicer    |     | 23’ |
| CC                  | 16 | Dietmar Hamann     |     | 46’ |
| CC                  | 18 | Antonio Núñez      |     |     |
| CC                  | 25 | Igor Bišćan        |     |     |
| ATT                 | 9  | Djibril Cissé      |     | 85’ |
| Allenatore:         |    |                    |     |     |
| Rafael Benítez      |    |                    |     |     |

| Uomo partita: - Steven Gerrard Guardalinee: - Clemente Plou - Oscar Samaniego Quarto uomo: - Arturo Dauden Ibáñez |

| Statistiche       | Milan | Liverpool |
| ----------------- | ----- | --------- |
| Goal segnati      | 3     | 3         |
| Tiri totali       | 22    | 15        |
| Tiri in porta     | 10    | 7         |
| Possesso palla    | 55%   | 45%       |
| Calci d'angolo    | 10    | 4         |
| Falli commessi    | 16    | 23        |
| Fuorigioco        | 7     | 5         |
| Cartellini gialli | 0     | 2         |
| Cartellini rossi  | 0     | 0         |

## Il post-partita
Avendo vinto il trofeo per la quinta volta, il Liverpool ebbe il privilegio di poter tenere sulle divise il multiple-winner badge, inoltre poté tenere il trofeo che normalmente viene riconsegnato alla UEFA due mesi prima della successiva finale.

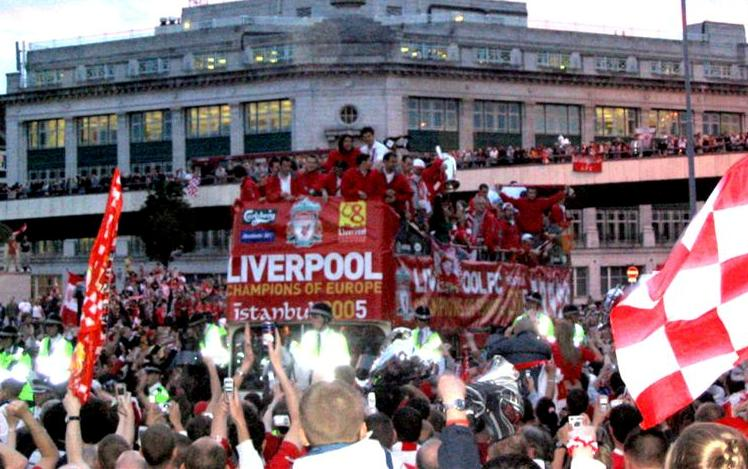
Il Liverpool festeggia la vittoria con una parata in bus nella città inglese.

I Reds celebrarono la vittoria della coppa sfilando per la loro città su un bus scoperto. Furono circa 300.000 i tifosi pronti ad accogliere la squadra nel luogo che era la destinazione finale dei festeggiamenti. Inoltre si dice che un lavoratore di Liverpool su cinque avesse preso una o più giornate di ferie per l'evento. La catena di supermercati Sainsbury's comunicò di aver venduto 10.000 bottiglie di champagne quella sera. L'allenatore del Liverpool Rafael Benítez disse dopo la partita di non avere parole riguardo a ciò che era successo, rivelandosi molto sbalordito dalla clamorosa rimonta dei suoi.
A Milano, invece, lo stupore fu uguale, ma ovviamente era per la sconfitta rimediata. Carlo Ancelotti disse che il Milan aveva gettato alle ortiche la vittoria in sei minuti di pazzia, mentre il vicepresidente rossonero, Adriano Galliani, affermò che con un secondo posto in campionato e un secondo posto in UEFA Champions League il Milan aveva comunque giocato un'ottima stagione. Il capitano Maldini disse che i rossoneri erano comunque usciti a testa alta dalla competizione.
Molte voci prima e dopo l'incontro davano quasi sicuro il trasferimento del capitano del Liverpool Steven Gerrard ai rivali del Chelsea, ma egli stesso affermò: "Come potrei lasciare il Liverpool dopo una notte come questa?". Avendo poi vinto la coppa, il Liverpool si assicurò, oltre che un posto nella successiva edizione della UEFA Champions League, la qualificazione alla Supercoppa UEFA e al campionato mondiale per club. I Reds vinsero poi la Supercoppa UEFA battendo per 3-1 il CSKA Mosca dopo i tempi supplementari e chiusero il campionato mondiale per club al secondo posto, dietro al San Paolo, contro il quale persero per 1-0 la finale.

## Nella cultura
Della partita si parla nel film Will che narra del viaggio di un bambino orfano tifoso del Liverpool verso Istanbul.